# Isère (rivière)
Pour l’article ayant un titre homophone, voir Yser.
Pour les articles homonymes, voir Isère.
L'Isère (prononcé [i.zɛʁ]) est une rivière du Sud-Est de la France, affluent important en rive gauche du Rhône. Elle prend sa source dans le massif des Alpes, en Savoie, dans le parc national de la Vanoise, sur la commune de Val-d'Isère, au glacier des sources de l'Isère sous la Grande aiguille Rousse. Elle se jette dans le Rhône à quelques kilomètres au nord de Valence.
Son nom est intégré à celui de plusieurs communes riveraines (exemples : Sainte-Hélène-sur-Isère, Saint-Quentin-sur-Isère, Romans-sur-Isère ou Pont-de-l'Isère). Elle a aussi donné son nom au département de l'Isère.
La rivière traverse au sens strict trois départements : la Savoie, l’Isère et la Drôme. Au sens large, son bassin concerne aussi les Hautes Alpes (par le Drac) la Haute-Savoie (par l'Arly) et l'Ardèche (au point de confluence au niveau du Rhône qui se trouve sur l'aire urbaine de Tournon-sur-Rhône), sans oublier le fait que sa source se trouve à seulement quelques mètres de la frontière franco-italienne et de la région Piémont.

## Hydronymie
Le nom Isère est attesté sous la forme Isara à l'époque antique.
Il s'agit d'un mot non celtique à l'origine mais vraisemblablement intégré par les Celtes à époque ancienne, dont la signification est « l'impétueuse, la rapide ». Il est apparenté à l'indo-européen *isərós « impétueux, vif, vigoureux », proche du sanskrit isiráh, de même sens. Il repose vraisemblablement sur une racine indo-européenne reconstruite *eis(ə) (et non pas *is) qui n'est pas attestée en celtique insulaire.
Le mot Isara se rencontre dans bien d'autres noms de cours d'eau, tant dans l'ancienne Gaule que dans les pays avoisinants. On reconnaît Isara par exemple dans le nom de la rivière Isar qui arrose Munich en Bavière et dans celui du petit fleuve franco-belge Yser, ou encore dans l'ancien nom de l'Oise, Isara (l'adjectif isarien a subsisté en français pour qualifier ce qui se rapporte à l'Oise). Dans les pays non celtiques, on retrouve également Isara, rivière de Vénétie, Éisra, Istrà en Lituanie, Jizera en République tchèque.

## Géographie

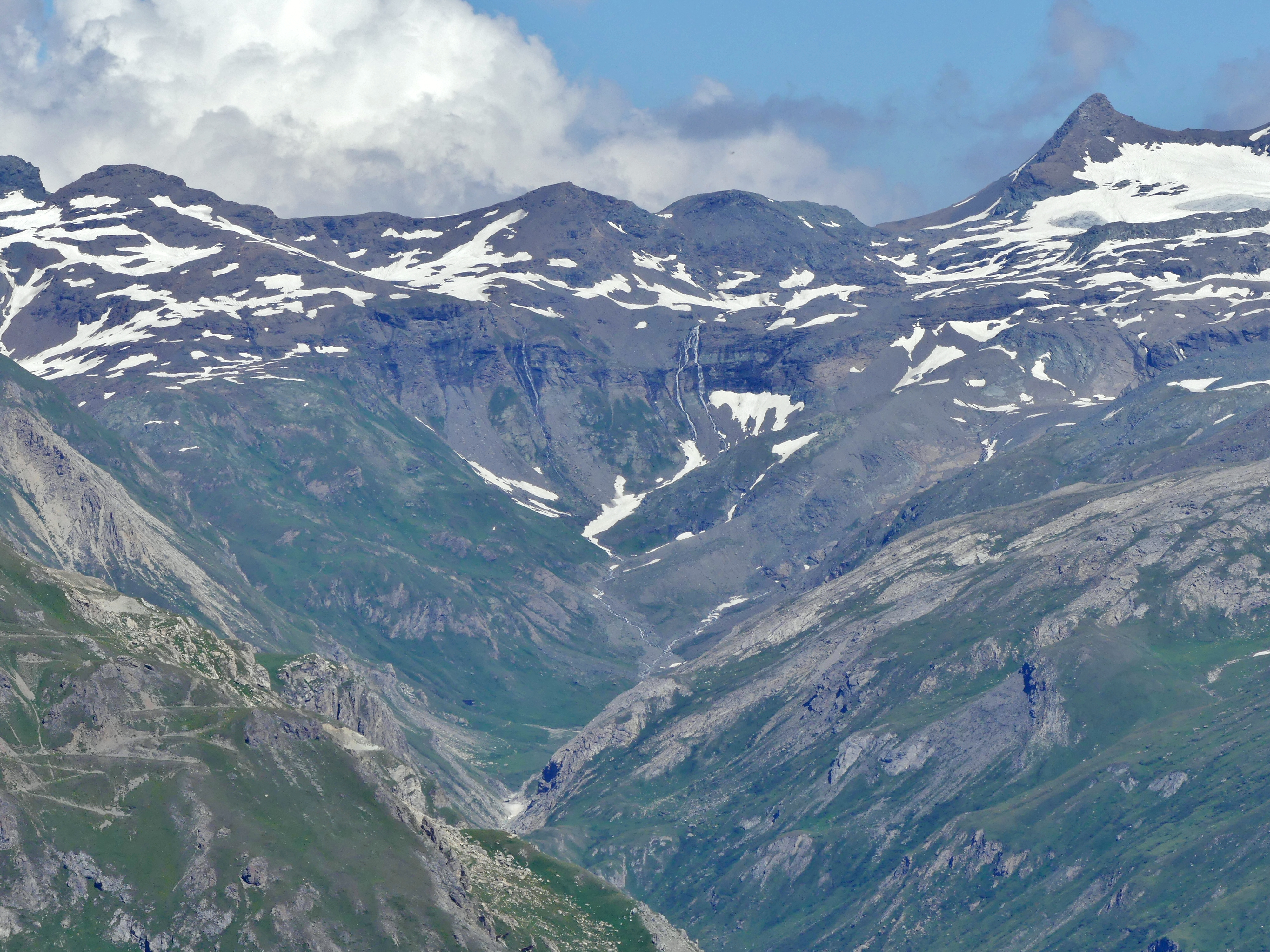
La source de l'Isère en été.

Le parcours de l'Isère, long de 286 km, propose de nombreux paysages très variés, en effet elle prend sa source au glacier des sources de l'Isère dans le massif des Alpes occidentales tout près de la frontière Italienne, traverse le Pays de Savoie et la Tarentaise, passe entre le massif de la Chartreuse et la chaîne de Belledonne, longe le massif du Vercors, traverse la province du Dauphiné et conflue avec le Rhône au pied du Vivarais.
La confluence entre le Doron de Bozel, celui de Belleville, avec l'Isère, au niveau de Moûtiers en Tarentaise, porte parfois le nom de « X tarin ». Les auteurs de Une vieille vallée épouse son siècle (1976) décrivent ainsi le X « l'Isère coudée simule les deux bras, levés vers le nord ; Doron de Bozel et Doron des Belleville campent solidement notre majuscule sur ses deux pieds, l'enracinent dans la Vanoise ». La confluence avec l'Arly, au niveau d'Albertville, porte le nom de « X albertvillois », même si « [celle-ci] ne matérialise que trois des quatre directions ».
La route départementale 902 (RD 902) longe la rive droite de l'Isère de Val d'Isère à Bourg-Saint-Maurice, puis la route nationale 90 (RN 90) parallèlement à la ligne de chemin de fer devenue aussi celle du TGV, en passant successivement par :
- Bourg Saint-Maurice, Landry, Aime, Moûtiers où elle effectue un second méandre, puis
- Aigueblanche, Feisson sur Isère, puis Albertville, puis après un nouveau méandre (la RN 90 devient l'autoroute A430),
- Montmélian (la ligne de train pour Paris bifurquant alors vers Chambéry), Le Touvet, puis Grenoble, pour rebifurquer vers Voreppe,
- Romans-sur-Isère, puis Pont de l'Isère, à 10 km au nord de Valence où elle se déverse enfin dans le Rhône.

### Départements et principales villes traversés
- Savoie : Val-d'Isère, Bourg-Saint-Maurice, Aime, Moûtiers, Albertville, Montmélian ;
- Isère : Pontcharra, Vinay, Crolles, Grenoble, Sassenage, Saint-Égrève, Voreppe, Tullins ;
- Drôme : Romans-sur-Isère, Pont-de-l'Isère, La Roche-de-Glun.

## Principaux affluents

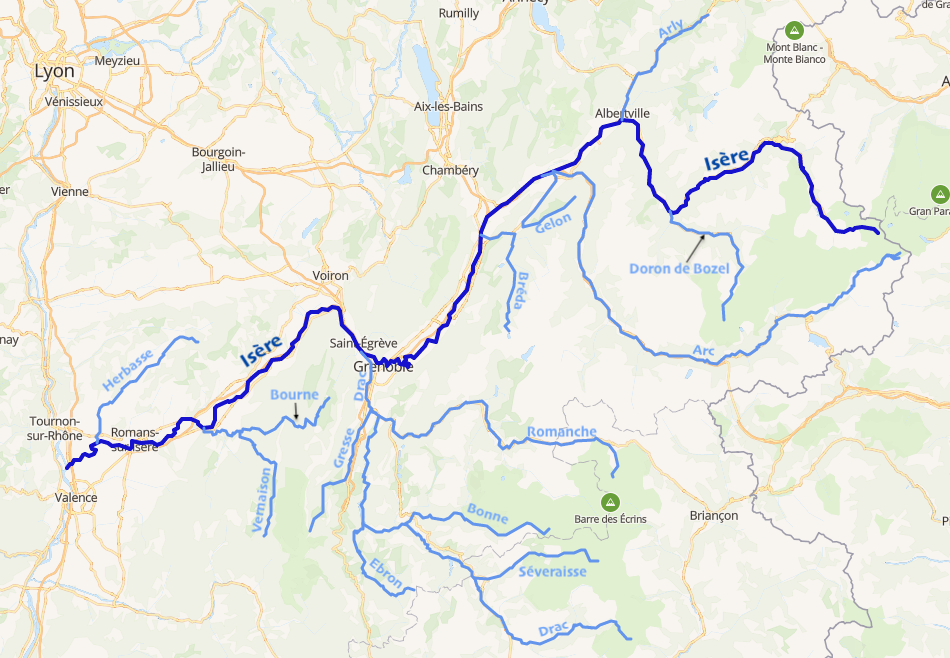
L'Isère et les principaux cours d'eau de son bassin

Voici une liste des principaux affluents directs de l'Isère avec une longueur supérieure à 10 km à la confluence, de l'amont vers l'aval, avec indication de la rive (rd pour rive droite et rg pour rive gauche) :
- Le Ponturin (rg), 18,35 km
- le Doron de Bozel (rg[note 1]), 38,7 km
  - le Doron de Champagny (rd), 15,9 km
  - le Doron des Allues (rg), 20,9 km
  - le Doron de Belleville (rg), 28,6 km
- le Morel (rg), 11,5 km
- l'Arly (rd), 34,5 km
  - le Doron de Beaufort (rg), 24,1 km
- l'Arc (rg), 127,5 km
  - le Doron de Termignon (rd), 22,9 km
  - la Valloirette (rg), 22,8 km
  - l'Arvan (rg), 29,9 km
- le Gelon (rg), 31,3 km
- le Bréda (rg), 32 km
- le Drac (rg), 130,3 km
  - la Séveraisse (rd), 32,9 km
  - la Souloise (rg), 25,6 km
  - la Bonne (rd), 40,1 km
  - l'Ébron (rg), 32,1 km
  - la Romanche (rd), 78,4 km
  - la Gresse (rg), 34,6 km
- le Furon (rg), 21,4 km
- la Vence (rd), 17,2 km
- la Morge (rd), 27,2 km
  - la Fure, 25,3 km, par l'intermédiaire du canal de la Morge
- la Bourne (rg), 43,1 km
  - la Vernaison (rg), 32 km
- la Joyeuse (rd), 18,3 km
- l'Herbasse (rd), 40 km

Diagramme comparatif des bassins versants des principaux affluents, supérieurs à 300 km2 :

## La basse vallée de l'Isère

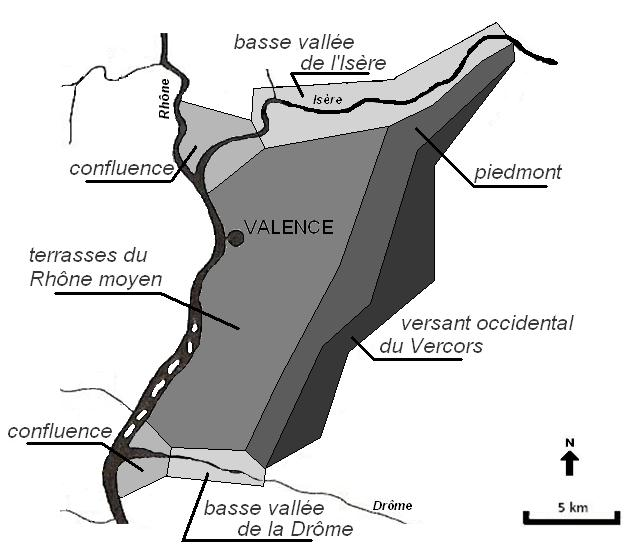
Unités de paysage du Valentinois.

La basse vallée de l'Isère est une unité de paysage du Valentinois caractérisée par un chenal sinueux s’enfonçant dans son lit au lieu de déblayer ses rives, formant ainsi des terrasses alluviales étagées. Cette basse vallée, aux bordures nettes, est relativement étroite, excepté au niveau de son confluent où la largeur atteint deux kilomètres.
Le phénomène d’alluvionnement (lors des périodes de glaciation de l’ère quaternaire) et de surcreusement (en période interglaciaire), appelé système fluvio-glaciaire, se répéta, établissant dans la basse vallée de l’Isère plusieurs terrasses étagées, dont l’une est l’importante terrasse de Saint-Marcel-lès-Valence, près de Valence.
Le fond molassique miocène du nord de la plaine de Valence fut recouvert par les alluvions fluvio-glaciaires de l’Isère, dont les terrasses marquent aujourd’hui encore la forme du Valentinois.

## Confluence

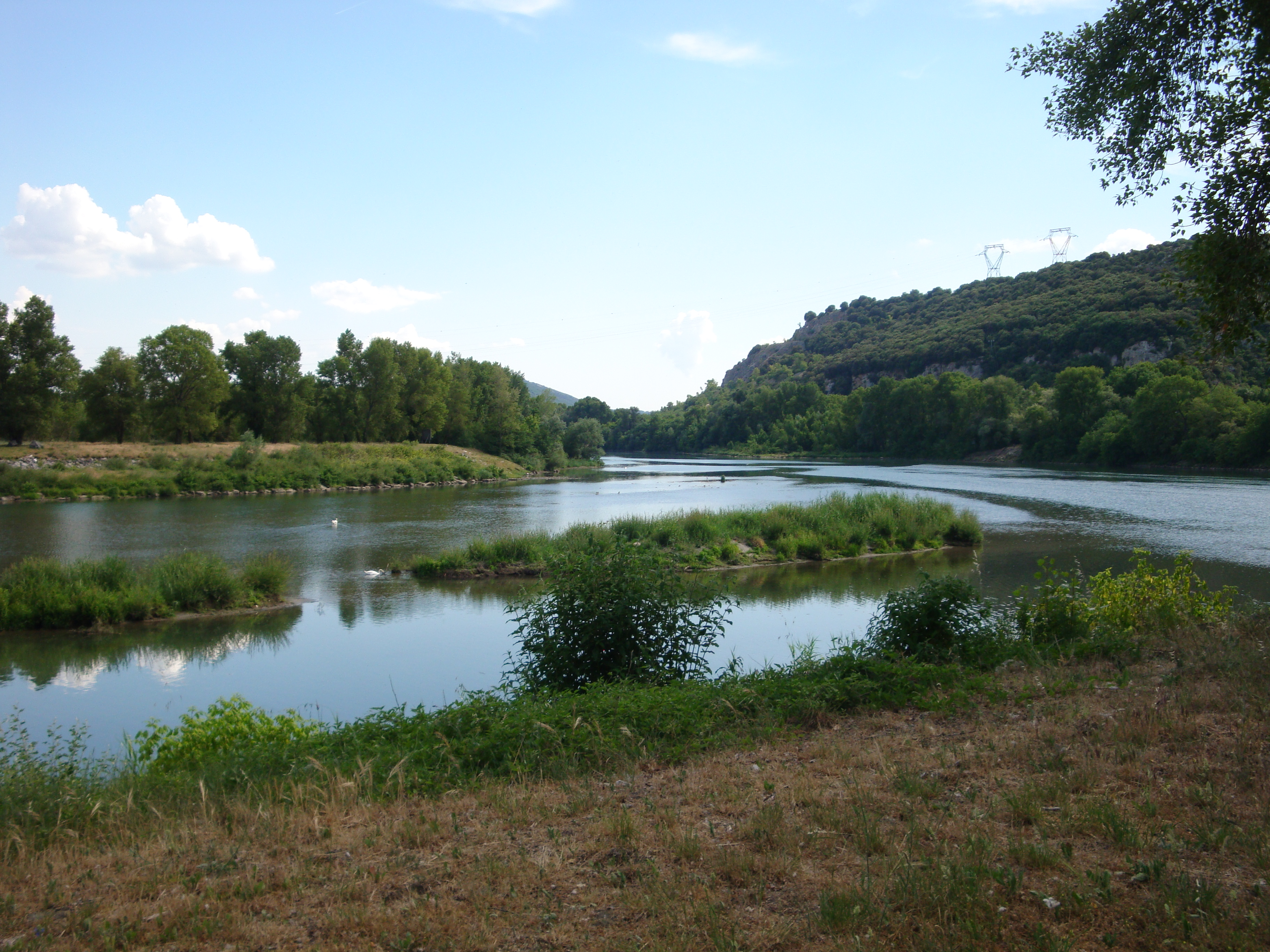
Confluence de l'Isère (à gauche) et du vieux Rhône (à droite) sur la commune de La Roche-de-Glun. De l'autre côté du Rhône se trouve le Vivarais.

Jusqu'en 1965, l'Isère conflue avec le Rhône au niveau de Bourg-lès-Valence. La construction de l'aménagement en dérivation de Bourg-lès-Valence par la Compagnie Nationale du Rhône entre 1965 et 1968 a transformé le site. La confluence se situe désormais 2 km en amont, au niveau de Pont-de-l'Isère. L'Isère rejoint le canal de dérivation du Rhône, puis elle rejoint le "vieux Rhône" court-circuité en aval du barrage de La Roche-de-Glun.

## Hydrologie

Profil en long de l'Isère.

La longueur de son cours d'eau est de 286 km et son bassin versant est de 10 800 km2.

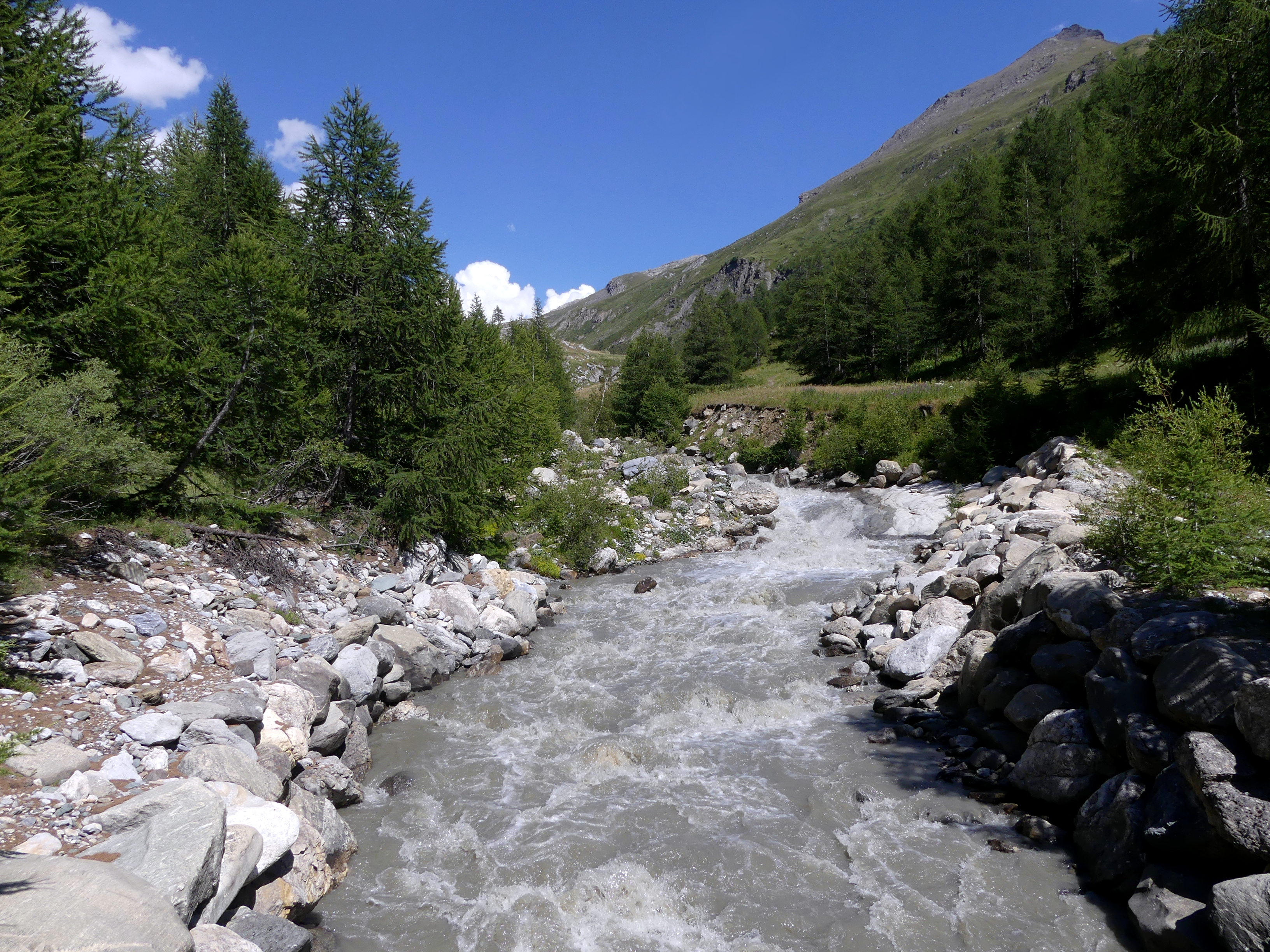
Le torrent à quelques kilomètres de sa source en amont de Val-d'Isère.

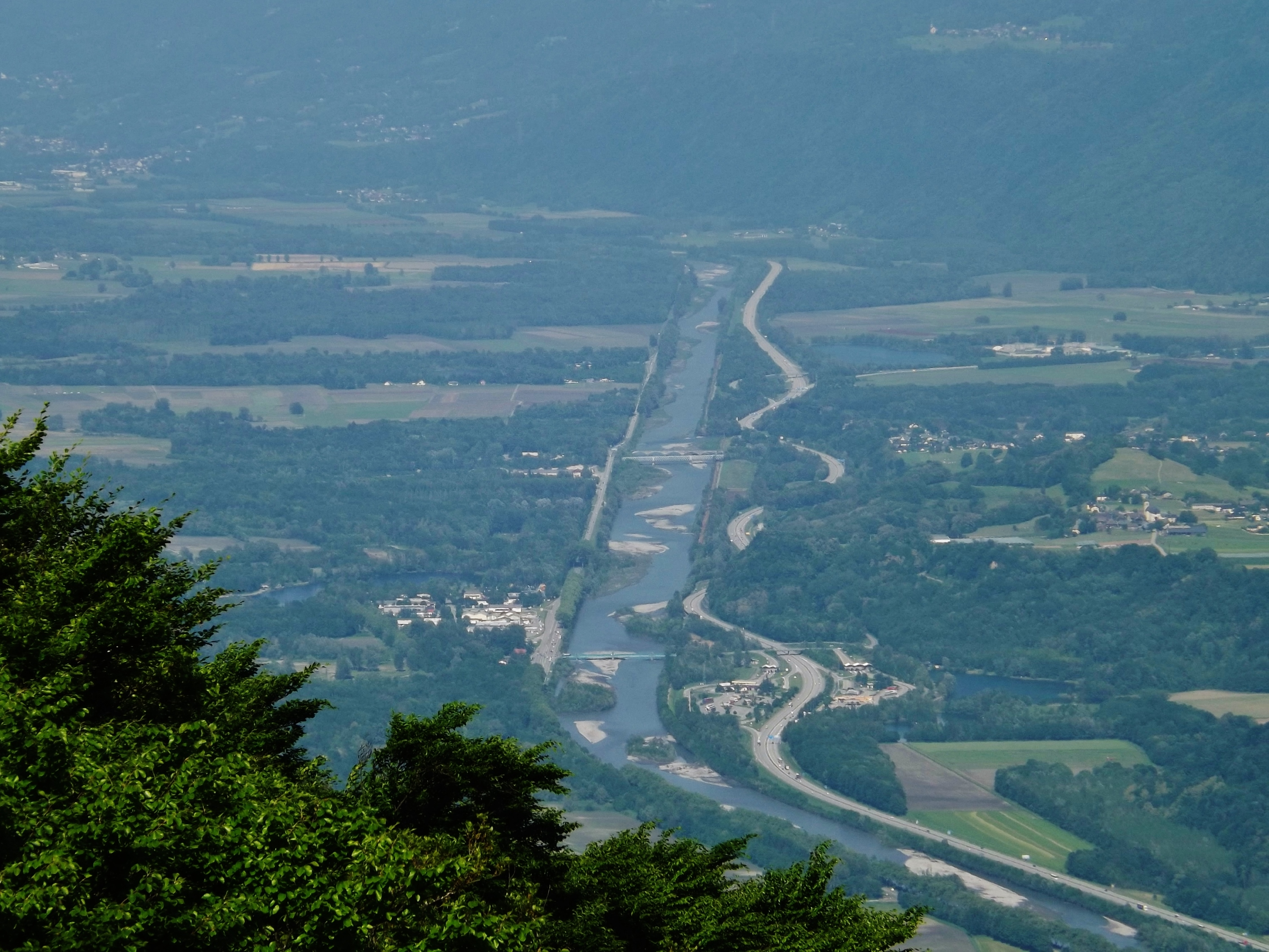
L'Isère endiguée dans la combe de Savoie.

Le profil de l'Isère comprend plusieurs zones,.
- Des sources jusqu'à Sainte-Foy-Tarentaise (excepté les sources où la pente est autour de 250 pour mille)[14] la pente moyenne de l'Isère est de 51 pour mille, dans une vallée plus ou moins encaissée (forêts, gorges et, plus haut, prairies).
- Jusqu'à Moûtiers la pente de l'Isère est de 11,8 pour mille.
- Avant la confluence avec l'Arly elle n'est plus qu'à 5,3 pour mille.
- La pente n'est plus que de 1,36 pour mille jusqu'à Grenoble.
- En aval de Grenoble elle est de 1,00 pour mille.

Sur l'Isère, le principal barrage hydroélectrique se trouve à Tignes en Savoie (voir son indication sur le profil en long). Il forme le lac artificiel du Chevril. Sa construction, au début des années 1950, fut l'objet de drames humains et de résistances, le village originel de Tignes ayant été noyé lors de la mise en eau en 1952.
Le débit de l'Isère a été observé sur une période de 50 ans (1956-2005), à Beaumont-Monteux, localité du département de la Drôme, située à peu de distance de son confluent avec le Rhône. Le module de la rivière à Beaumont-Monteux est de 333 m3/s.
L'Isère présente les fluctuations saisonnières de débit assez importantes et typiques d'une alimentation en grande partie nivale, avec des crues de printemps (fonte des neiges) portant le débit mensuel moyen entre 385 et 500 m3/s, d'avril à juillet (avec un maximum en mai et juin), et des basses eaux d'automne-hiver, d'août à février, avec un minimum du débit moyen mensuel de 251 m3 au mois de septembre. Cela fait de lui un cours d'eau en règle générale très abondant toute l'année.
Le VCN3 peut cependant chuter jusque 15 m3, en cas de période quinquennale sèche, ce qui est très bas.
D'autre part les crues peuvent être fort importantes en cas de dégel rapide ou de pluies d'automne torrentielles. En effet, le QIX 2 et le QIX 5 valent respectivement 1 200 et 1 500 m3/s. Le QIX 10 est de 1 700 m3/s. Quant au QIX 20, il se monte à 1 900 m3/s, tandis que le QIX 50 vaut 2 200 m3, ce qui par rapport aux grandes rivières du sud de France - le Tarn par exemple - est encore modéré.
Le débit instantané maximal enregistré a été de 2 050 m3/s le 15 septembre 1960, tandis que la valeur journalière maximale était de 1 510 m3/s le 16 octobre de la même année.
La lame d'eau écoulée dans le bassin de l'Isère est de 892 millimètres annuellement, ce qui est élevé, très supérieur à la moyenne d'ensemble de la France, mais également nettement supérieur à celle de l'ensemble du bassin versant du Rhône (670 millimètres à Valence pour une superficie de bassin de 66 450 km2). Le débit spécifique (ou Qsp) se monte à 28,2 litres par seconde et par kilomètre carré de bassin.

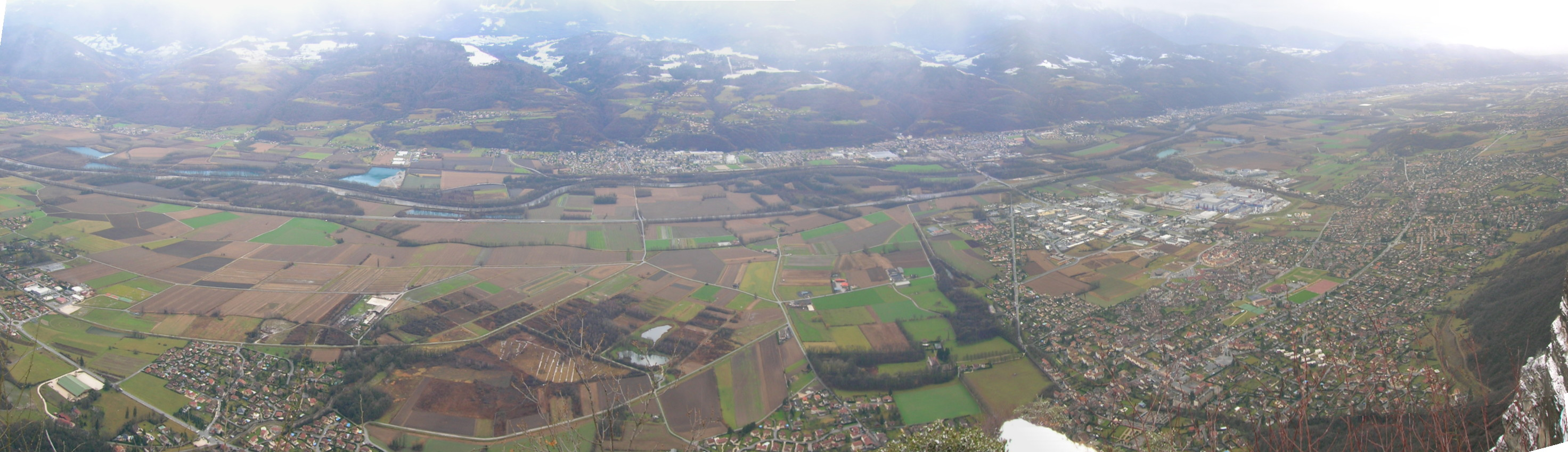
Vallée du Grésivaudan, où passe l'Isère, depuis le massif de la Chartreuse.

Différentes vues de l'Isère
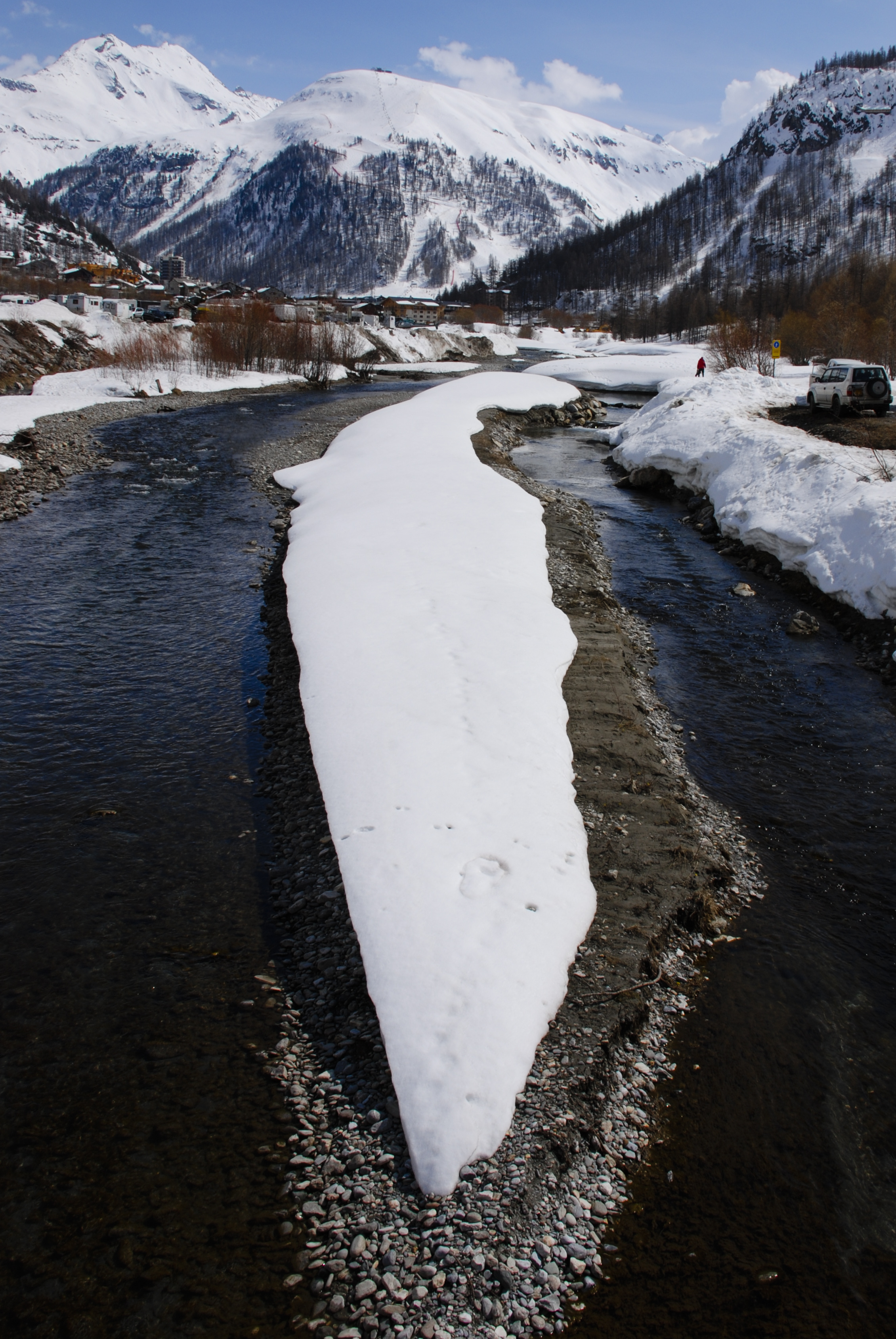
L'isère depuis La Daille, près de Val-d'Isère.
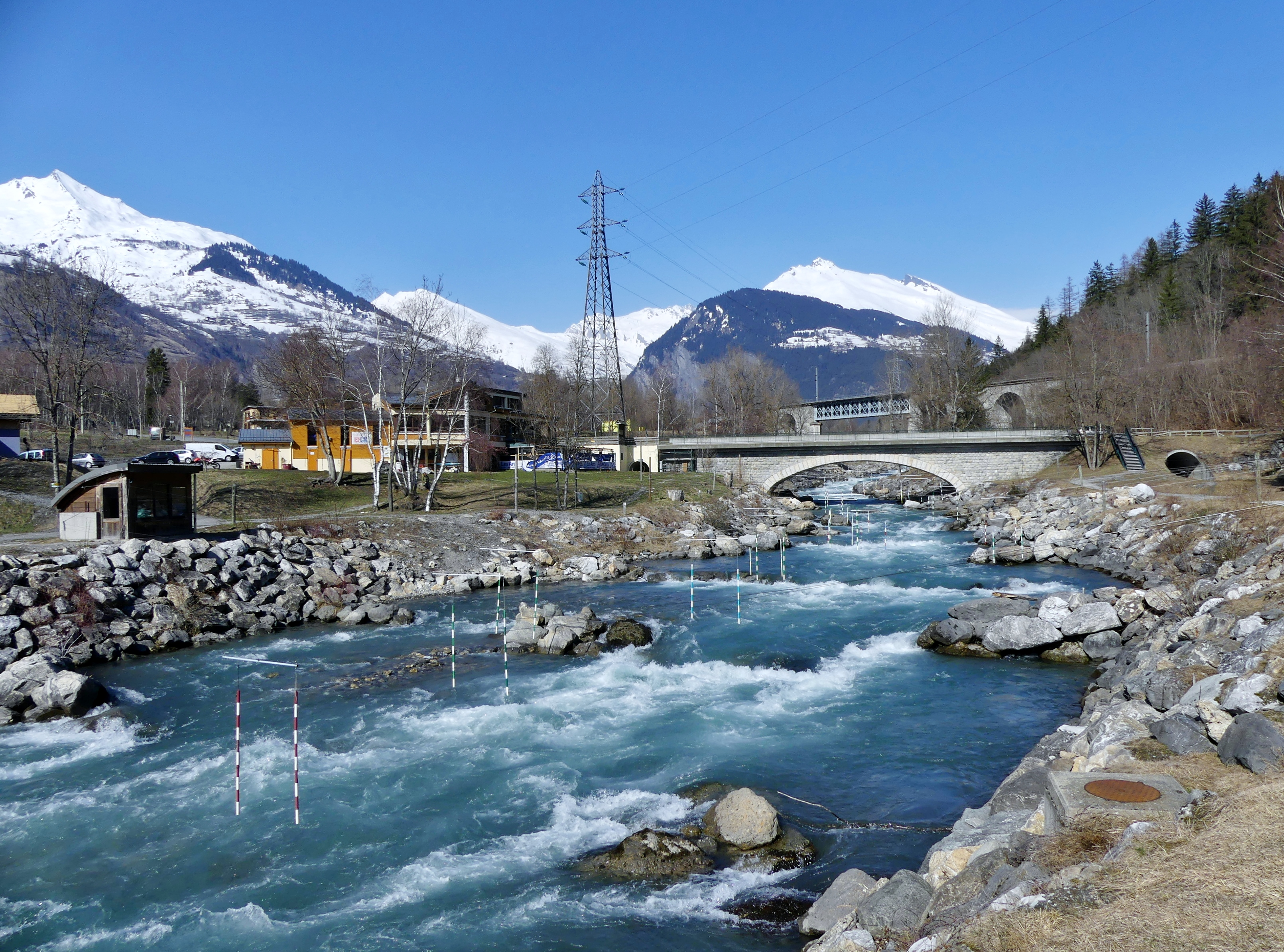
Le stade international de canoë kayak à Bourg-Saint-Maurice
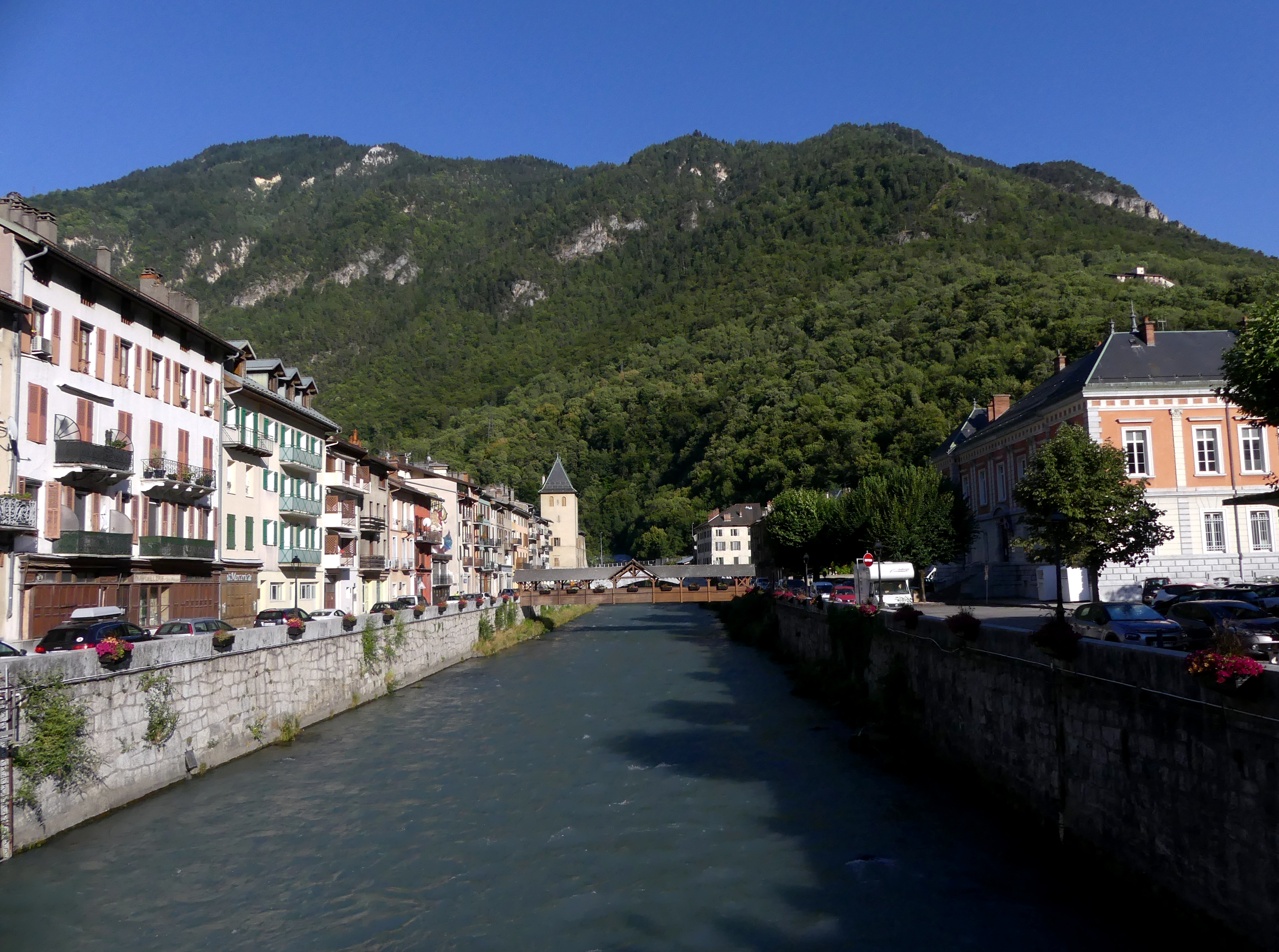
L'Isère à Moûtiers.
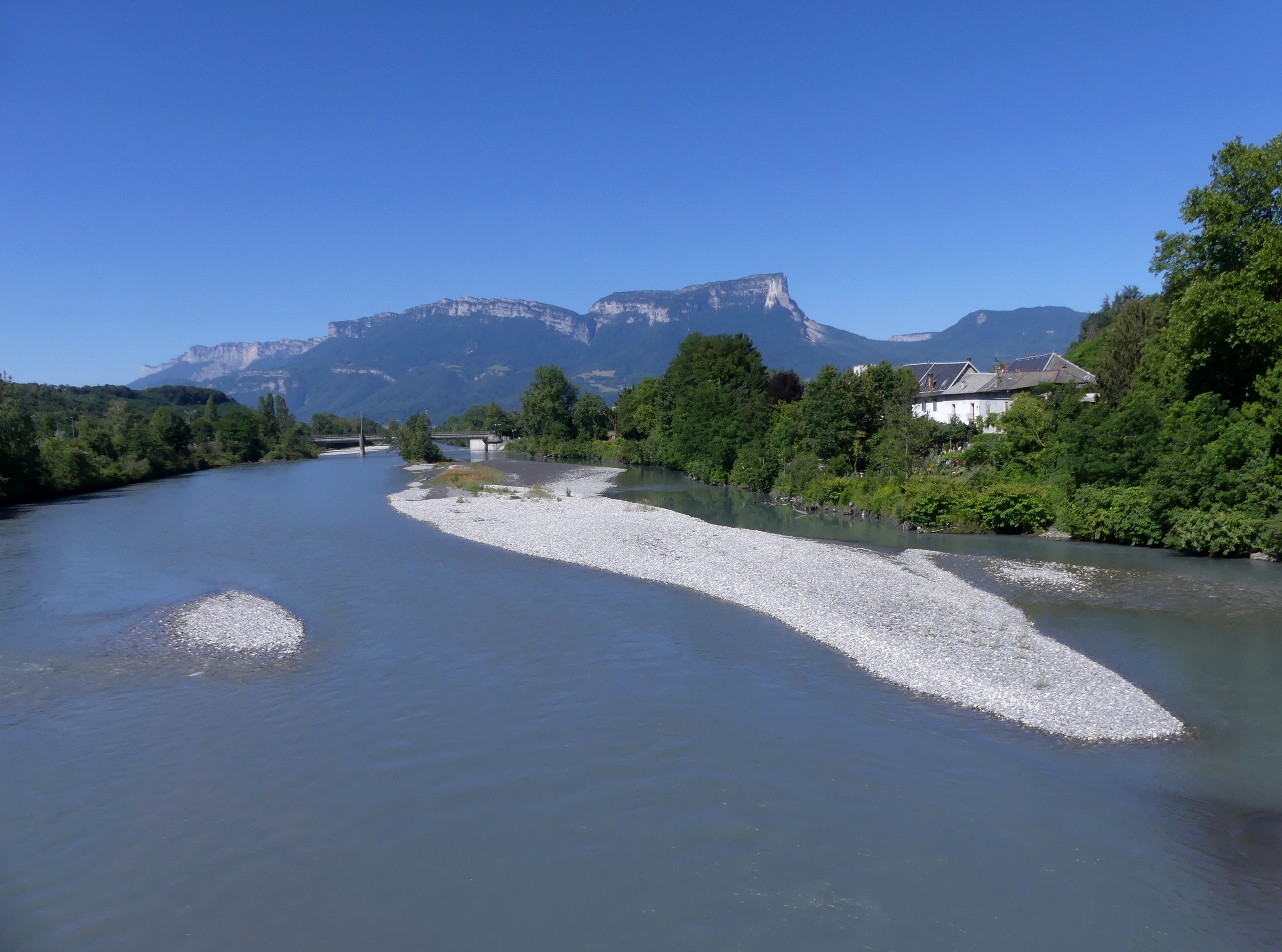
L'Isère à Montmélian.
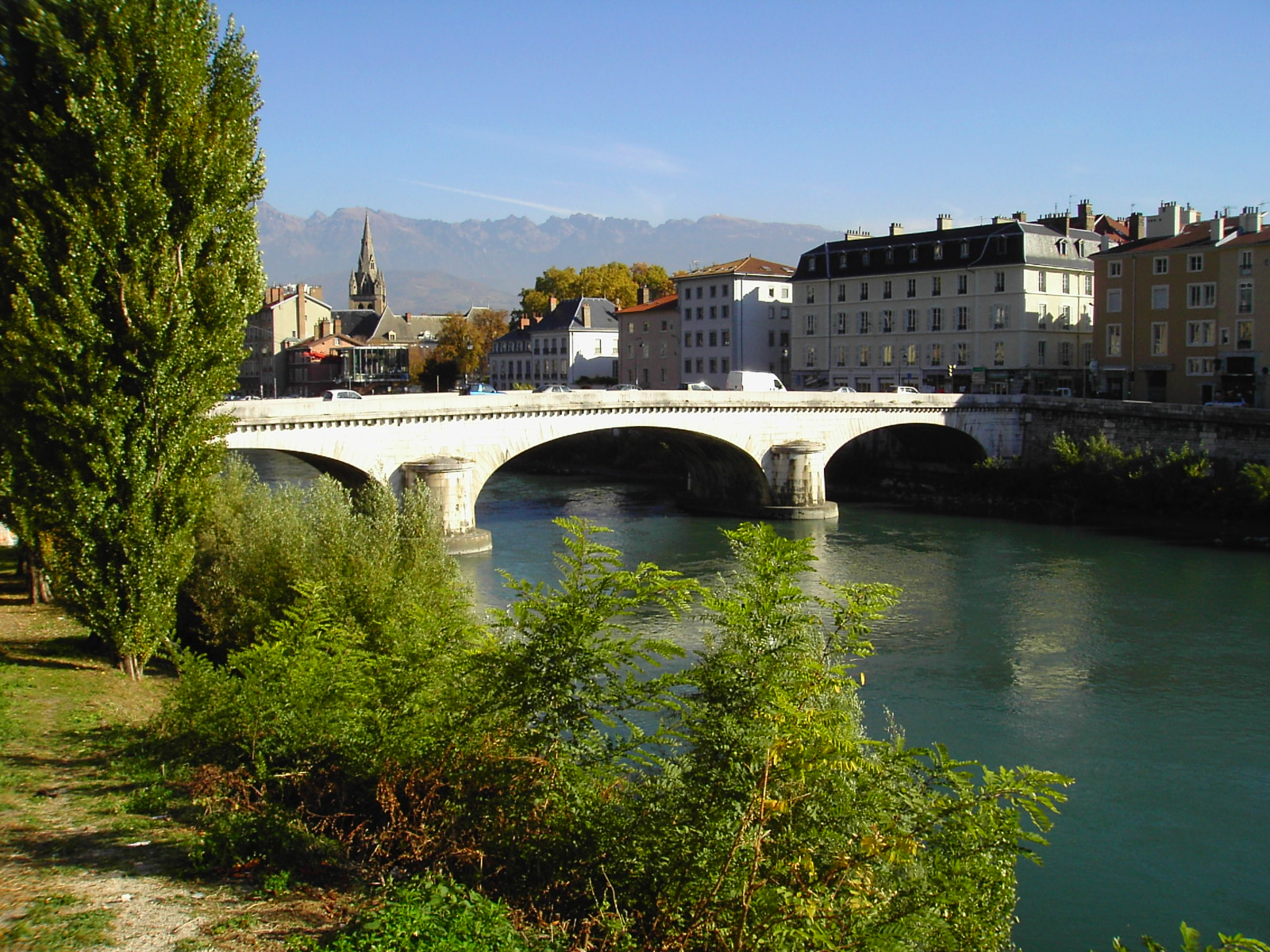
L'Isère en sortie de Grenoble.
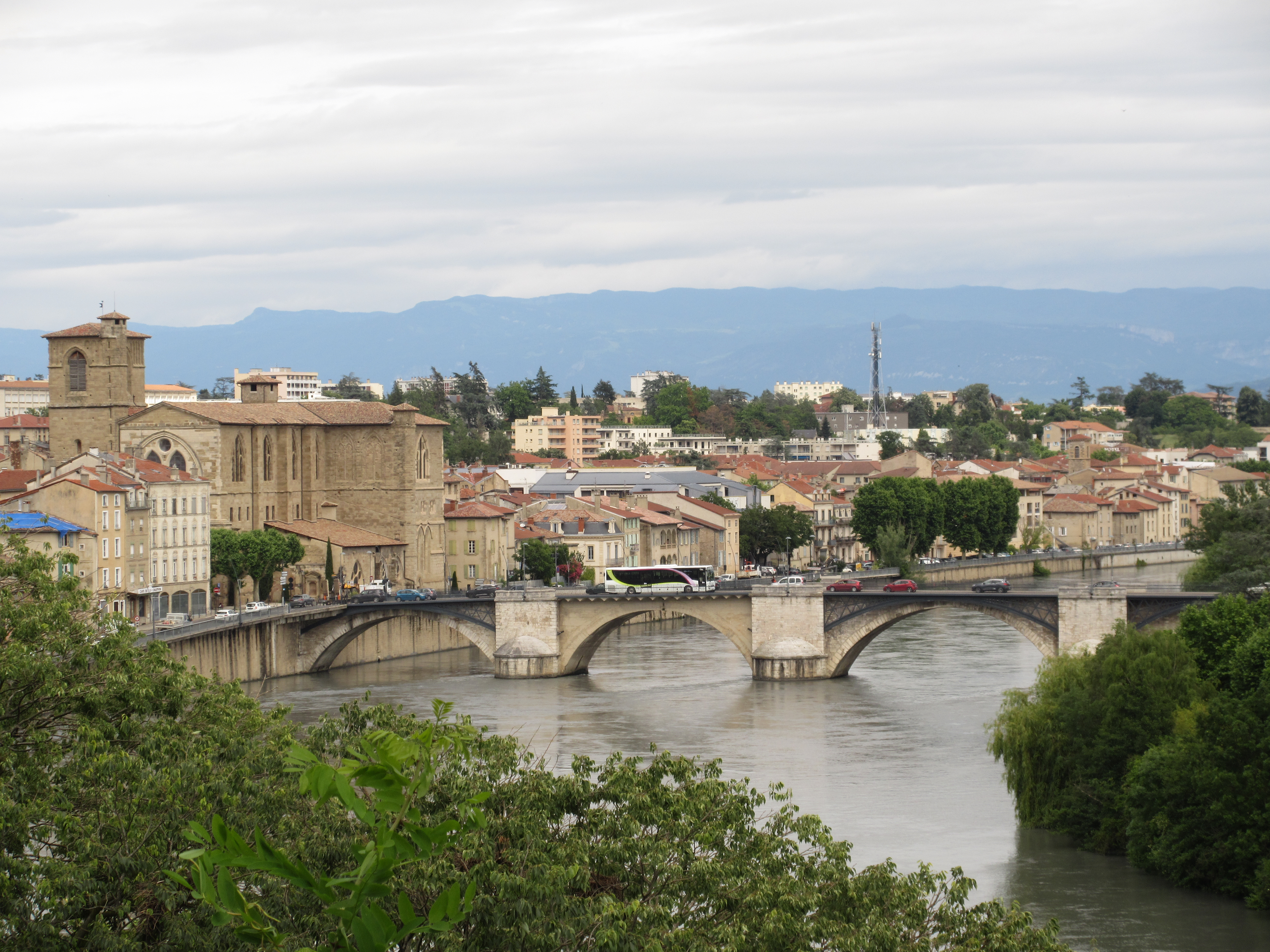
L'Isère à Romans
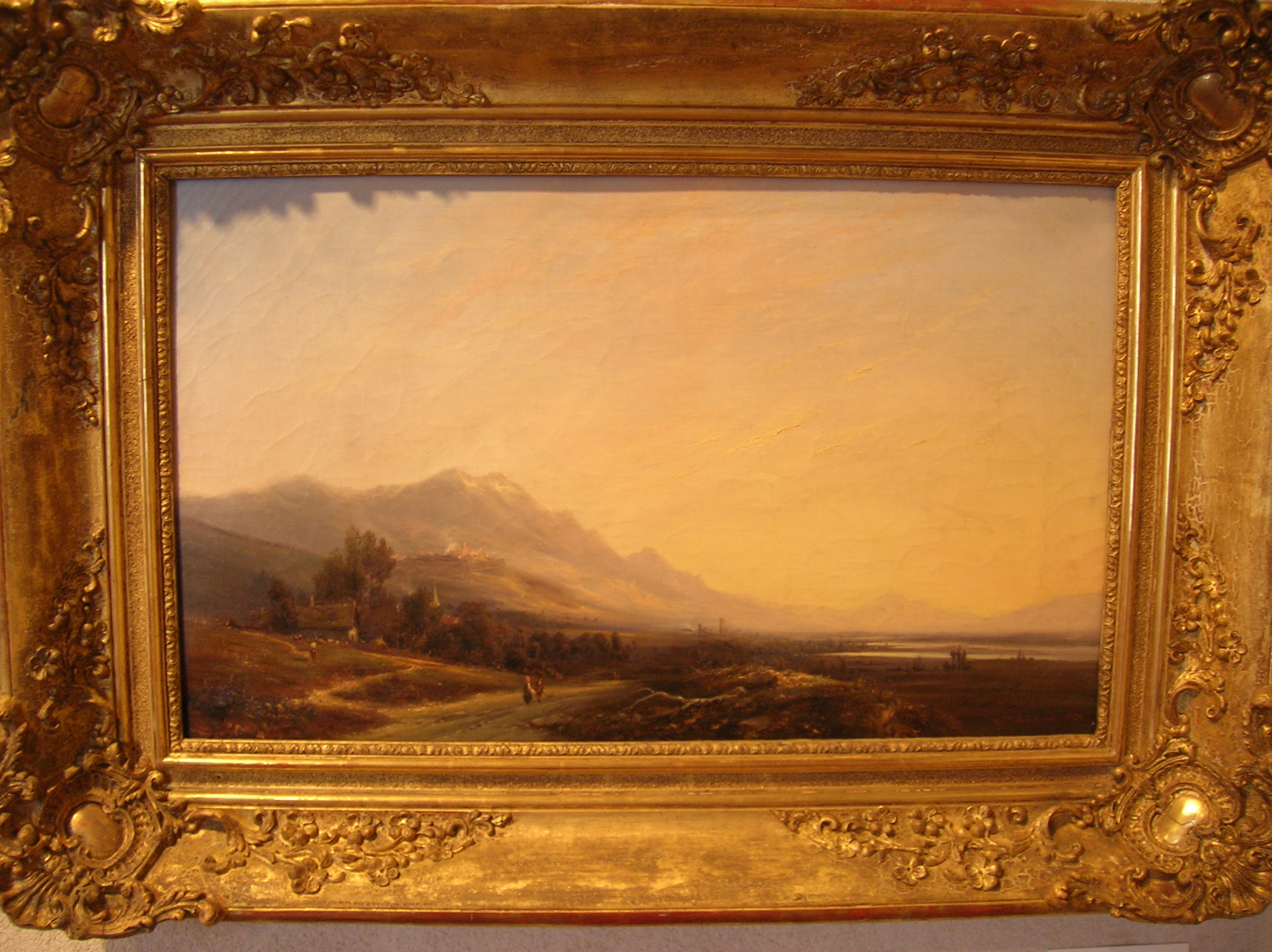
Paysage de l'Isère Antoine Guindrand (1836).